# Nma Narimanová
Nma Nariman Sabir Mohammed (v sorání نما نەریمان‎; * 14. března 2011 Sulejmánie) je irácká kurdská bojovnice za lidská práva a za práva dětí.
Dne 5. června 2015 Nma Narimanová natočila své první video, které se zabývalo problémy s elektrickou sítí. V srpnu téhož roku založila stránku na Facebooku, kde sdílela své zprávy, videa a obrázky. Její iniciativy vyústily v její zapojení do kampaní na podporu pacientů s rakovinou, dětí ulice, vnitřně vysídlených dětí a na podporu ochrany životního prostředí.
Rudaw Media Network udělila v roce 2017 Narimanové cenu za nejúčinnější kampaň na sociálních sítích.